# ロン・グリーンウッド
ロン・グリーンウッド（英語: ：Ron Greenwood CBE、1921年11月11日 - 2006年2月9日）は、イングランド・ワーズソーン出身の元サッカー選手でサッカー指導者。現役時代のポジションはDF。1952年にイングランドB代表の経験がある。

## 経歴
1940年にチェルシーFCのユースに加入した。その後ブラッドフォード・パーク・アベニューAFCに売却されるが、1952年にチェルシーに買い戻された。ここでは1954-55年シーズンにファーストディヴィジョン優勝を果たした。34歳で現役を引退、指導者の道へと進んだ。
ウェストハム・ユナイテッドFCで約13年間監督を務め、クラブ創設以来初タイトとなるFAカップをもたらした。翌シーズンにはUEFAカップウィナーズカップ優勝に導いた。
1977年、ワールドカップ・アルゼンチン大会予選の最終盤、苦戦していたイングランド代表監督のドン・レヴィー監督が突如辞任、その後を受けて代表監督に就任した。1982年、1970年以来となるワールドカップ出場権を獲得した。1982年のワールドカップ・スペイン大会では無敗の成績ながら、ケビン・キーガンが負傷で起用出来なかったことも災いし、得点力不足により、2次リーグで敗退した。ワールドカップ敗退後に第一線を退いた。

## タイトル

### 現役
チェルシー
- ファーストディヴィジョン : 1954-55

### 指導者
ウエストハム
- UEFAカップウィナーズカップ : 1965
- FAカップ : 1964
- FAチャリティーシールド : 1964

### 個人
- イングランドサッカーの殿堂 : 2002